# Zuccagnia
Zuccagnia é um género botânico pertencente à família Fabaceae.